# Fuente Peacock
La Fuente Peacock (en inglés: Peacock Fountain) fue comprada por la Sociedad del embellecimiento de Christchurch en Nueva Zelanda con un dinero legado por John Thomas Peacock, un comerciante, político y filántropo. La fuente fue inaugurada en 1911, se trasladó a una nueva ubicación algunos años más tarde, y se puso en almacenamiento en 1949. Después de una renovación $ 270.000, se encargó de nuevo en 1996, en su tercera ubicación en los jardines botánicos de Christchurch. Tiene una combinación de colores elaborado y es una atracción turística muy fotografiada.
La fuente, dada a conocer en junio de 1911, siempre fue polémica. Se encontraba inicialmente en los jardines botánicos adyacentes a donde la Galería de arte Robert McDougall fue construida más tarde, pero se trasladó unos años más tarde.